# Japoneses na Paraíba

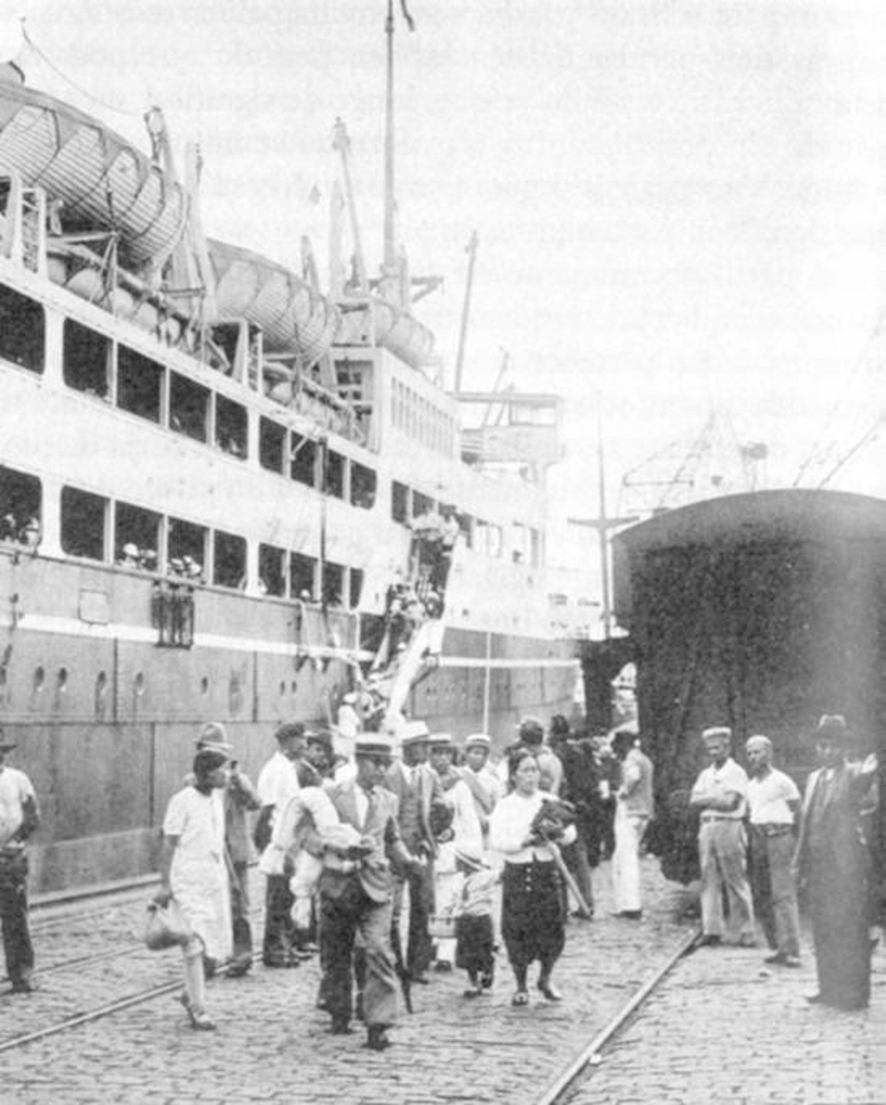
Um dos últimos grandes desembarques de imigrantes japoneses no Brasil (1937–1938).

A presença japonesa na Paraíba remonta a uma série de pequenos eventos históricos ocorridos a partir do fim da década de 1930 no estado brasileiro da Paraíba, os quais tiveram duas fases relevantes: a agrícola e a baleeira. Tais acontecimentos tiveram início quando algumas famílias nipônicas se instalaram na «Fazenda São Rafael», às margens do rio Jaguaribe, a convite do governo paraibano da época, que almejava fomentar a horticultura no estado.
Mais tarde, um outro pequeno fluxo se seguiu, quando famílias diretamente vindas do Japão foram contratadas para trabalhar na indústria de caça à baleia em Costinha, no litoral paraibano.

## História

### Grupo agrícola
Em 1938, um grupo de 27 japoneses dividido em cinco famílias, os quais haviam sido originalmente assentados em Tomé-Açu, no Pará, migram para a Paraíba incentivados pelo governo local. Elas saíram da região Amazônica por conta do paludismo que assolava a região, e sua chegada foi registrada pela imprensa estadual, como se observa no trecho do jornal A União:
Procedente de Belém do Pará deu entrada anteontem, em Cabedelo, o vapor Afonso Pena, do Loide Brasileiro, conduzindo as famílias japonesas contratadas para iniciar, na ‹Fazenda São Rafael›, a cultura científica de hortaliças. Essas famílias, que são em número de cinco, se compõem de vinte e sete pessoas, estando todas instaladas, com relativo conforto, nas casas que, para esse fim, foram construídas naquela propriedade do Estado. Cada família dispõe, no mínimo, de oito hectares de terra para o seu mister, dedicando-se todas especialmente ao cultivo de hortaliças.
Tais famílias haviam sido convidadas pelo estado paraibano para diversificar a produção agrícola local, baseada na cultura do algodão. O motivo principal do interesse de instalar uma colônia japonesa na Paraíba veio ao observar o que ocorria noutros estados, onde tais imigrantes ajudavam a alavancar a economia agrícola. Os colonos já começaram a negociar seus produtos no mercado local apenas sessenta dias após sua chegada.
De acordo com a Associação Cultural Brasil–Japão da Paraíba (ACBJ-PB), a história dos primeiros imigrantes nipônicos na Paraíba foi cheia de desafios:
Antes da II Guerra Mundial, o governo da Paraíba convidou e trouxe os japoneses para virem morar no estado, para ajudar no desenvolvimento de atividades agrícolas. Estes se estabeleceram às margens do rio Jaguaribe, em casas especialmente edificadas para a nova colônia. Tudo corria bem na parceria governo—colônia, até eclodir a guerra. Com o ataque dos japoneses à base de Pearl Harbor, em 1945, e a conseqüente declaração de guerra, as notícias começaram a se espalhar mundo afora.

Em João Pessoa, correu o boato de que os japoneses de todo o mundo haviam recebido a ordem de lutar pelo Imperador Hirohito e poderiam envenenar a água do rio e as hortaliças que produziam. Os ânimos ficaram acirrados e o governo do Estado foi obrigado a tomar uma posição drástica. Levou todos os japoneses da colônia para Camaratuba, a 120 km da capital, onde ficaram confinados num campo de concentração até o fim da guerra.

Terminado o conflito, os japoneses foram liberados do confinamento e foram em busca das suas casas, mas encontraram todas habitadas. Tudo estava mudado e como não se tinha nenhum apoio do governo de então, sentiram-se motivados a deixar o estado e ir para a região Sudeste e Sul do Brasil.
A partir de 1950 outras famílias nipônicas deixariam suas colônias na Amazônia para se estabelecer na Paraíba, passando antes por Pernambuco.

### Grupo baleeiro
Em 1958 uma leva de duas dezenas de trabalhadores (alguns com famílias) vêm diretamente do Japão para trabalhar na Companhia de Pesca Norte do Brasil (Copesbra), empresa que praticava a caça à baleia em Costinha, no litoral paraibano. O apogeu dessa indústria viria a acontecer mesmo nos anos 70 e início dos anos 80.
Essa imigração trouxe um contingente para uma das atividades do setor primário da economia do estado, a pesca. Quando a empresa encerrou as atividades em 1986 em virtude da proibição da caça ao cetáceo em águas brasileiras, tais famílias permaneceram no estado, visto já estarem estabelecidas e integradas. A partir de então começaram a se dedicar ao comércio e aos serviços.

### O pioneiro
O primeiro japonês a ter imigrado para a Paraíba de que se tem notícia foi Eiji Kumamoto. Nascido em 26 de outubro de 1901 nos arredores de Kagoshima, na ilha de Kyushu, partiu do Japão com dois irmãos num grupo de 1.600 japoneses e nas várias paradas do navio decide ficar no Porto do Recife, em 1920 . Lá é avistado, vagando pelo porto e sem sequer falar português, pelo coronel Zé Pereira, de Princesa Isabel, interior paraibano. A Kumamoto foram oferecidos emprego e moradia nas terras do coronel no alto sertão paraibano, ao que ele prontamente aceitou.
Após sua chegada, ao nipônico é delegada a tarefa de cuidar do rebanho de cabras do político. Era um período de muitas tensões políticas e sociais, já que coincidiu com a revolução de 1930 e a instauração do Território Livre de Princesa. Nessa época, o nipo-paraibano é promovido a almoxarife da revolta, quando então aprende o ofício de comprar e vender. Passada a guerra, Eiji Kumamoto se casa com a jovem princesense Marly Duarte, compra terras, inicia um armazém de compra e venda de algodão, mamona, milho, feijão e outros produtos agrícolas e constitui família (ambos tiveram quatro filhos). Na época já era carinhosamente apelidado de «Seu Inhês».
Kumamoto faleceu com mais de 90 anos na capital paraibana.